# Sommelier de Corps

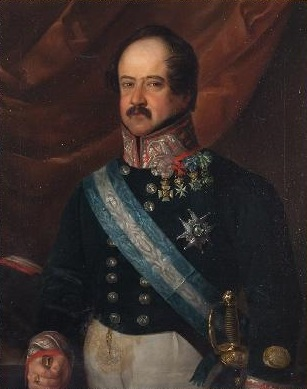
Joaquín Fernández de Córdova y Pacheco, marquis de Malpica, sommelier de Corps d'Isabelle II

Le sommelier de Corps (ou sommelier du Corps), en espagnol, Sumiller de Corps est un officier ayant la charge palatiale  de s'occuper des appartements privés et des affaires personnelles du roi d'Espagne. Cet office fait partie de la Real Casa y Patrimonio de la Corona de España. Il a été supprimé après la proclamation de la Seconde République espagnole, en 1931.

## Origine
La fonction de sommelier existait à la cour de France et dans les maisons de la noblesse. Il désignait un officier chargé de la garde et des transports de bagages dans les voyages de la cour, faisant partie de l'échansonnerie. À la cour des ducs de Bourgogne, à partir du milieu du XVe siècle, il y avait un premier sommelier de corps, six sommeliers de chambre et six sommeliers de corps. Le sommelier de corps avait pour fonction de s'occuper des habits du duc. Le sommelier de chambre devait garder le lit dans la chambre du duc en son absence.
Le titre de sommelier de Corps de la cour des ducs de Bourgogne a été introduit à la cour des rois d'Espagne par Charles Quint. Le sommelier de corps de son frère cadet l'archiduc d'Autriche, futur empereur Ferdinand Ier (1503 – 1564) était Andries de Douvrin (Adrien de Douvrin).
Vernier, qui était d'origine française occupait à la fin de sa vie la charge de sommelier du roi de Naples. Il mourut en novembre 1758 à Naples, à l'âge de 100 ans, après avoir été au service de deux générations de Bourbons d'Espagne. Il avait à ses débuts servi Louis XIV qui l'avait ensuite mis sur l'état de la maison de l'aîné de ses petits-fils, Louis (1682–1712), duc de Bourgogne, avant de l'envoyer à Madrid avec le frère puiné de ce dernier, Philippe (1683–1746), duc d'Anjou, proclamé roi des Espagnes et des Indes en 1700. Vernier accompagna enfin Charles (1716-1788), infant d'Espagne lorsque celui-ci s'apprêta à monter sur le trône du royaume de Naples sous le nom de Charles VII en 1734 (également titré roi de Sicile sous le nom de Charles V en 1735).

## Sommeliers de Corps des rois d'Espagne entre1515et1931
| Période                                   | Début | Fin | Nom                                                                                  | Notes |
| ----------------------------------------- | ----- | --- | ------------------------------------------------------------------------------------ | ----- |
| Règne de Carlos V (1516-1556)             |       | |                                                                                      |       |
| 1515                                      | 1521  | Paul de Amersdorf                                                                                                  |                                                                                      |       |
| 1528                                      | 1528  | Charles de Poupet, seigneur de La Chaulx                                                                           |                                                                                      |       |
| 1531                                      | 1556  | Joachím de Rye, seigneur de Rye                                                                                    |                                                                                      |       |
| Règne de Philippe II (1556-1598)          |       | |                                                                                      |       |
| 1556                                      | 1557  | Antonio de Rojas y de Velasco                                                                                      |                                                                                      |       |
| 1557                                      | 1573  | Ruy Gómez de Silva, duc de Pastrana                                                                                |                                                                                      |       |
| 1585                                      | 1592  | Juan de Acuña, comte de Buendía                                                                                    |                                                                                      |       |
| 1592                                      | 1598  | Cristóbal de Moura, comte de Castel Rodrigo                                                                        |                                                                                      |       |
| Règne de Philippe III (1598-1621)         |       | |                                                                                      |       |
| 1598                                      | 1599  | Cristóbal de Moura, marquis de Castel Rodrigo                                                                      |                                                                                      |       |
| 1599                                      | 1618  | Francisco de Sandoval y Rojas, duc de Lerma                                                                        |                                                                                      |       |
| 1618                                      | 1621  | Cristóbal Gómez de Sandoval y de la Cerda, duc de Uceda                                                            |                                                                                      |       |
| Règne de Philippe IV (1621-1665)          |       | |                                                                                      |       |
| 1621                                      | 1622  | Baltasar de Zúñiga y Velasco                                                                                       |                                                                                      |       |
| 1622                                      | 1626  | Gaspar de Guzmán, comte-duc de Olivares                                                                            |                                                                                      |       |
| 1626                                      | 1636  | Ramiro Núñez de Guzmán, duc de Medina de las Torres                                                                |                                                                                      |       |
| 1636                                      | 1643  | Gaspar de Guzmán, comte-duc de Olivares                                                                            | (4)                                                                                  |       |
| 1643                                      | 1665  | Ramiro Núñez de Guzmán, duc de Medina de las Torres                                                                |                                                                                      |       |
| Règne de Charles II (1665-1701)           |       | |                                                                                      |       |
| 1665                                      | 1668  | Ramiro Núñez de Guzmán, duc de Medina de las Torres                                                                |                                                                                      |       |
| 1674                                      | 1687  | Juan Francisco de la Cerda, duc de Medinaceli                                                                      |                                                                                      |       |
| 1687                                      | 1693  | Gregorio María de Silva y Mendoza, duc de Pastrana                                                                 |                                                                                      |       |
| 1693                                      | 1701  | Francisco Casimiro Pimentel de Quiñones y Benavides, comte-duc de Benavente                                        |                                                                                      |       |
| Règne de Philippe V (1701-1724)           | 1701  | 1709 | Francisco Casimiro Pimentel de Quiñones y Benavides, comte-duc de Benavente          |       |
| Règne de Philippe V (1701-1724)           | 1711  | 1711 | Antonio Álvarez de Toledo y Guzmán, duc d'Alba                                       |       |
| Règne de Philippe V (1701-1724)           | 1715  | 1722 | Martín Domingo de Guzmán y Niño, marquis de Montealegre, de Quintana del Marco, etc. |       |
| Règne de Louis I (1724)                   |       | |                                                                                      |       |
| 1724                                      | 1724  | Antonio Gaspar de Moscoso Osorio y Aragón, duc de Sanlúcar la Mayor, marquis consort d'Astorga et comte d'Altamira |                                                                                      |       |
| Règne de Philippe V (1724-1746)           |       | |                                                                                      |       |
| 1724                                      | 1725  | Antonio Gaspar de Moscoso Osorio y Aragón, duc de Sanlúcar la Mayor, marquis consort d'Astorga et comte d'Altamira |                                                                                      |       |
| 1725                                      | 1727  | Baltasar de Zúñiga y Guzmán, marquis de Valero et premier duc d'Arión                                              |                                                                                      |       |
| 1728                                      | 1741  | Agustín Fernández de Velasco y Bracamonte, duc de Frías                                                            |                                                                                      |       |
| 1741                                      | 1746  | Juan Pizarro de Aragón, marquis de San Juan de Piedras Albas                                                       |                                                                                      |       |
| Règne de Ferdinand VI (1746-1759)         |       | |                                                                                      |       |
| 1746                                      | 1748  | Juan Pizarro de Aragón, marquis de San Juan de Piedras Albas                                                       |                                                                                      |       |
| 1748                                      | 1757  | Sebastián Guzmán de Spínola, marquis de Montealegre                                                                |                                                                                      |       |
| 1757                                      | 1758  | José de Guzmán y Guevara, marquis de Montealegre                                                                   |                                                                                      |       |
| 1758                                      | 1759  | Joaquín López de Zúñiga y Castro, duc de Béjar                                                                     |                                                                                      |       |
| Règne de Charles III (1759-1788)          |       | |                                                                                      |       |
| 1759                                      | 1783  | José Fernández-Miranda Ponce de León, duc de Losada                                                                |                                                                                      |       |
| 1783                                      | 1788  | Judas Tadeo Fernández de Miranda y Villacís, marquis de Valdecarzana                                               |                                                                                      |       |
| Règne de Charles IV (1788-1808)           |       | |                                                                                      |       |
| 1788                                      | 1792  | Judas Tadeo Fernández de Miranda y Villacís, marquis de Valdecarzana                                               |                                                                                      |       |
| 1792                                      | 1802  | Diego Pacheco Téllez-Girón Gómez de Sandoval, duc de Frías                                                         |                                                                                      |       |
| 1802                                      | 1808  | Vicente María Palafox Rebolledo Mexia Silva, marquis de Ariza                                                      |                                                                                      |       |
| Règne de Ferdinand VII (1808 y 1814-1833) |       | |                                                                                      |       |
| 1808                                      | 1809  | Ignacio de Arteaga e Idiáquez, marquis de Valmediano                                                               |                                                                                      |       |
| 1809                                      | 1812  | Juan de la Cruz Belbis de Moncada y Pizarro, marquis de Bélgida                                                    | (3)                                                                                  |       |
| 1812                                      | 1814  | Ignacio de Arteaga e Idiáquez, marquis de Valmediano                                                               | (3)                                                                                  |       |
| 1814                                      | 1820  | Vicente María Palafox Rebolledo Mexia Silva, marquis de Ariza                                                      |                                                                                      |       |
| 1820                                      | 1822  | Francisco de Paula Fernández de Córdoba y Cárdenas, comte de la Puebla del Maestre                                 |                                                                                      |       |
| 1822                                      | 1823  | José Gabriel de Silva-Bazán y Waldstein, marquis de Santa Cruz de Mudela                                           |                                                                                      |       |
| 1823                                      | 1824  | Francisco de Paula Fernández de Córdoba y Cárdenas, comte de la Puebla del Maestre                                 |                                                                                      |       |
| 1824                                      | 1833  | José Rafael de Silva Fernández de Híjar y Palafox, duc de Híjar                                                    |                                                                                      |       |
| Règne de Isabelle II (1833-1868)          |       | |                                                                                      |       |
| 1833                                      | 1854  | José Rafael de Silva Fernández de Híjar y Palafox, duc de Híjar                                                    |                                                                                      |       |
| 1854                                      | 1854  | Joaquín Fernández de Córdova y Pacheco, marquis de Malpica et duc d'Arión                                          |                                                                                      |       |
| 1854                                      | 1856  | Luis Carondelet Castaños, duc de Bailen                                                                            | (2)                                                                                  |       |
| 1856                                      | 1864  | Vicente Pío Osorio de Moscoso y Ponce de León, comte de Altamira                                                   |                                                                                      |       |
| 1865                                      | 1868  | Joaquín Fernández de Córdova y Pacheco, marquis de Malpica et duc d'Arión                                          |                                                                                      |       |
| Règne de Alphonse XIII (1885-1931)        |       | |                                                                                      |       |
| 1906                                      | 1909  | Carlos Martínez de Irujo y del Alcázar, duc de Sotomayor                                                           | (1)(2)                                                                               |       |
| 1909                                      | 1925  | Andrés Avelino de Salabert y Arteaga, marquis de la Torrecilla                                                     | (2)                                                                                  |       |
| 1925                                      | 1927  | José de Saavedra y Salamanca, marquis de Viana                                                                     | (2)                                                                                  |       |
| 1927                                      | 1931  | Luis María de Silva y Carvajal, duc de Miranda                                                                     | (2)                                                                                  |       |

(1) Entre 1868 et 1906 cette charge a été supprimée
(2) A été nommé Jefe Superior de Palacio (grand maître du palais)
(3) Sommelier de Corps pendant l'exil au château de Valençay
(4) Camarero mayor (grand chambellan)